# Be Ciné
Be Ciné es un canal temático privado belga de televisión de pago dedicado a las películas y al cine.

## Historia
En 2004, se creó Be tv para reemplazar a Canal+ Belgique. El nuevo ramo incluye seis canales: Be 1, Be 1 +1h, Be Ciné 1, Be Ciné 2, Be Sport 1 y Be Sport 2.
El 4 de septiembre de 2006, Be Ciné 1 se convirtió en Be Ciné cuando Be Ciné 2 se transformó en Be Séries.
El 29 de agosto de 2012, Be Ciné comienza a emitir en alta definición.

## Organización

### Capital
El canal es 100% propiedad del grupo audiovisual Be tv.